# .ai
.ai è il dominio di primo livello nazionale assegnato all'isola di Anguilla.
Il dominio ha acquisito popolarità tra le società che si occupano di intelligenza artificiale (in inglese artificial intelligence).